# Eduard Kimman
Eduard Josephus Johannes Maria Kimman (Wassenaar, 14 juli 1946) is een Nederlands geestelijke, jezuïet en hoogleraar die van 2002 tot 2008 secretaris-generaal was van de Nederlandse Bisschoppenconferentie.
Kimman bezocht het Aloysius College in Den Haag en trad in 1965 toe tot de orde der Jezuïeten. Hij werd in 1978 priester gewijd. Hij studeerde economie en bedrijfskunde aan de Economische Hogeschool Rotterdam. Van 1973 tot 1983 woonde en werkte hij in Indonesië. Hier studeerde hij theologie en promoveerde er op een proefschrift over Indonesische uitgeverijen. Van 1983 tot 1985 verbleef hij in de Verenigde Staten waar hij aan de Universiteit van Berkeley sociale wetenschappen (met name sociale ethiek) studeerde. 
In 1989 werd hij benoemd tot hoogleraar Ethiek van economie en bedrijf aan de Universiteit Maastricht. Hij kreeg eenzelfde leeropdracht aan de Vrije Universiteit Amsterdam. Hij schreef een aantal boeken, waaronder een samen met Jan Peter Balkenende over de verhouding tussen christelijk-sociaal denken en de economie. In 1999 was hij de medeoprichter van de Nederlandse afdeling van Transparency International, een organisatie die zich toelegt op de bestrijding van corruptie.
In 2002 werd hij benoemd tot secretaris-generaal van de Nederlandse Bisschoppenconferentie. In 2003 legde hij zijn hoogleraarschap in Maastricht neer. In 2008 haalde hij zich de woede van de preses van de generale synode van de Protestantse Kerk in Nederland op de hals, toen hij de Protestantse Kerk typeerde als "een actiegroep die vergeten is zichzelf op te heffen toen het doel was bereikt". De preses, ds. G. de Fijter, noemde deze 'hoogmoed' "de betonrot voor de oecumene". Kimman verontschuldigde zich later.
Even daarna werd hij benoemd tot econoom van de Nederlandse provincie van de Jezuïeten en tot hoogleraar Onderneming en Ethiek aan de Radboud Universiteit, Nijmegen. Hij legde zijn functie als secretaris-generaal neer en werd in die hoedanigheid - ad interim - opgevolgd door drs. G. Kruis.

## Werk
- Marktethiek, Assen, Van Gorcum, 1990, ISBN 90 232 2576 7
- Organisatie-ethiek Assen, Van Gorcum, 1991, ISBN 90 232 2639 9
- Kopen in ontwikkelingslanden : onvermĳdelijk, wenselijk en vernieuwend (met J.M. Pomp en C. den Hollander), Den Haag, Stichting Maatschappij en Onderneming, 1991, ISBN 90 6962 074 X
- Milieu en mentaliteit : de noodzaak om keuzen te maken (met andere auteurs), Kampen, Kok Agora, 1992, ISBN 90 391 0026 8
- Informatisering: spel zonder grenzen?, Den Haag, Stichting Het Expertisecentrum, 1994, ISBN 90 75239 01 7
- De zorg voor het geld (redactie), Eindhoven, Vereniging voor Financieel-Economisch Management, 1995, ISBN 90 5667 001 8
- Vertrouwen in de economie: het debat (met J.P. Balkenende en J.P. van der Toren), Assen, Van Gorcum, 1997, ISBN 90 232 3256 9
- Drieluijk : godsdienst-samenleving-bedrijfsethiek : liber amicorum voor Henk van Luijk (redactie), Amsterdam, Thela Thesis, 1999, ISBN 90 5170 507 7
- Verkaveling van de moraal : inleiding bedrijfsethiek Amsterdam, Rozenberg Publishers, 2006, ISBN 90 5170 604 9